# Ryszard Wojciechowski (rzeźbiarz)
Ryszard Wojciechowski (ur. 1939 na Lubelszczyźnie, zm. 2003 w Vancouver, Kanada) – polski rzeźbiarz i malarz. Jego żoną była rzeźbiarka, Anna Jung Wojciechowska.

## Lata w Polsce
Absolwent wydziału rzeźby Akademii Sztuk Pięknych w Warszawie (1964). Z uczelnią tą związany był pracą dydaktyczną do 1987. W 1975 otrzymał Nagrodę Min. Kultury i Sztuki "Za Wybitne Osiągnięcia Artystyczne i Wkład do Kultury Polskiej". W 1977 nadano mu tytuł Eksperta Sztuki Współczesnej (Min. Kult. i Sztuki).
Nagrody w konkursach:
- 1. nagroda w zamkniętym konkursie 'Medal na 50-lecie Polskiego Cyrku' (1983)
- 1. nagroda w konkursie na Pamiątkowy Medal Monte Cassino (1983)
- 1. nagroda Warszawskich Festiwali Sztuk Pięknych w 1966, 1974 i 1976

W latach 70. Ryszard Wojciechowski uczestniczył w realizacji programu humanizacji przestrzeni miejskiej na tzw. Osiedlach Młodych w Warszawie. Z tego okresu pochodzi m.in. rzeźba Majestat Wszechżycia znajdująca się przy ul. Międzynarodowej.

## Okres emigracji
W drugiej połowie lat 80. ub. stulecia wyjechał z Polski na stałe. Początkowo przebywał we Włoszech, gdzie wygrał konkurs na medal 50-lecia Radia Watykańskiego (1989).
Na początku lat 90. osiedlił się w Vancouver, w Kolumbii Brytyjskiej. W 1992 otrzymał zamówienie na realizację monumentalnego pomnika dla miasta North Vancouver. Pomnik ten zatytułowany "Raphsody of the North Shore" stanął u nadbrzeży miasta, nad fiordem Burrard. Niestety, po kilku latach uległ drobnym uszkodzeniom i miasto zdecydowało przenieść go do teatru Centennial, gdzie znajduje się do dziś.
Związany był z rocznikiem twórczości "Strumień", którego trzy pierwsze obwoluty były jego projektu, oraz Stowarzyszeniem Artystów i Przyjaciół Sztuk "Pod skrzydłami Pegaza". Nie stronił też od współpracy z innymi organizacjami polskimi w tym mieście. Z innych większych prac wykonanych w ostatnich latach życia wymienić należy rzeźbę Agnieszki Osieckiej na 10-lecie Teatru Atelier w Sopocie i dwa portrety w metalu: Ignacego Paderewskiego i kardynała Stefana Wyszyńskiego. 
Zmarł w szpitalu w New Westminster, Kolumbia Brytyjska, a pochowany został blisko miejsca ostatniego zamieszkania, na cmentarzu w Burnaby obok Central Parku, gdzie lubił chodzić na spacery.

## Wystawy
Ryszard Wojciechowski brał udział w wielu wystawach indywidualnych i zbiorowych w Europie, Japonii i Kanadzie. Z ważniejszych ekspozycji:
- w Stowarzyszeniu Polskich Kombatantów (Vancouver, 1999)
- R. Schaller Gallery (Rzym, 1989)
- galeria Kordegarda (Warszawa, 1981)
- L.K. Gallery (Vallerbusch, 1980)
- wystawa rzeźby i medali (Kuopio, 1979)
- Galeria Uniwersytecka UW (Warszawa, 1964)